# 告白 (1981年の映画)
『告白』（こくはく、原題：True Confessions）は、1981年制作のアメリカ合衆国のネオ・ノワール。
ブラック・ダリア事件をモチーフにしたジョン・グレゴリー・ダン原作の小説True Confessions（1977年）の映画化。ウール・グロスバード監督、ロバート・デ・ニーロ、ロバート・デュヴァルらが出演。

## あらすじ
1962年、メキシコ国境近くの砂漠の中に建つささやかな教会で司祭を務めるデズモンドは、兄でロサンゼルス市警察の警部を務めるトムと数年ぶりに再会した。だがその時、2人は忘れることのできない過去のある出来事を思い出していた。
時は遡って1948年、ロサンゼルスの売春宿で1人の司祭が死体となって発見された。さらにその後、ファゼンダという若い娼婦がロサンゼルス郊外で惨殺死体となって発見される。トムはこの一連の事件を捜査するうち、デズモンドが所属する教会内部の黒い実態を知る。

## キャスト
※括弧内は日本語吹替（初回放送1988年2月25日 TBS『木曜ロードショー』）
- デズモンド・スペラシー（デズ）：ロバート・デ・ニーロ（谷口節）
- トム・スペラシー：ロバート・デュヴァル（池田勝）
- ジャック・アムステルダム：チャールズ・ダーニング（石森達幸）
- シェイマス・ファーゴ：バージェス・メレディス（小野丈夫）
- クロティ：ケネス・マクミラン（島香裕）
- ダン：エド・フランダース（峰恵研）
- ブレンダ：ローズ・グレゴリオ（沢田敏子）
- ダナハー枢機卿：シリル・キューザック（上田敏也）
- ハワード：ダン・ヘダヤ
- トーマス・ヒル
- ジャネット・ノーラン
- ジェームズ・ホン